# Jablůnka (nádraží)
Jablůnka je železniční stanice, která se nachází v jižní části obce Jablůnka v okrese Vsetín. Stanice leží v km 37,556 elektrizované dvoukolejné železniční trati Hranice na Moravě – Púchov mezi stanicemi Valašské Meziříčí a Vsetín.

## Historie
Stanici zprovoznila společnost Österreichische Lokal-Eisenbahn-Gesellschaft na tehdy jednokolejné lokální trati z Hranic do Vsetína. Nádraží bylo dáno do provozu 1. července 1885. Původní budova z roku 1885 byla přestavěna v roce 1937 v rámci zdvoukolejňování trati. Od 1. prosince 2019 je ve stanici uzavřena osobní pokladna.

## Popis stanice
Stanice je vybavena reléovým zabezpečovacím zařízením AŽD 71 s číslicovou volbou, které je ovládáno místně výpravčím z dopravní kanceláře ve výpravní budově. Jízdy vlaků v obou traťových kolejích v přilehlých traťových úsecích je zabezpečena pomocí obousměrného automatického bloku.

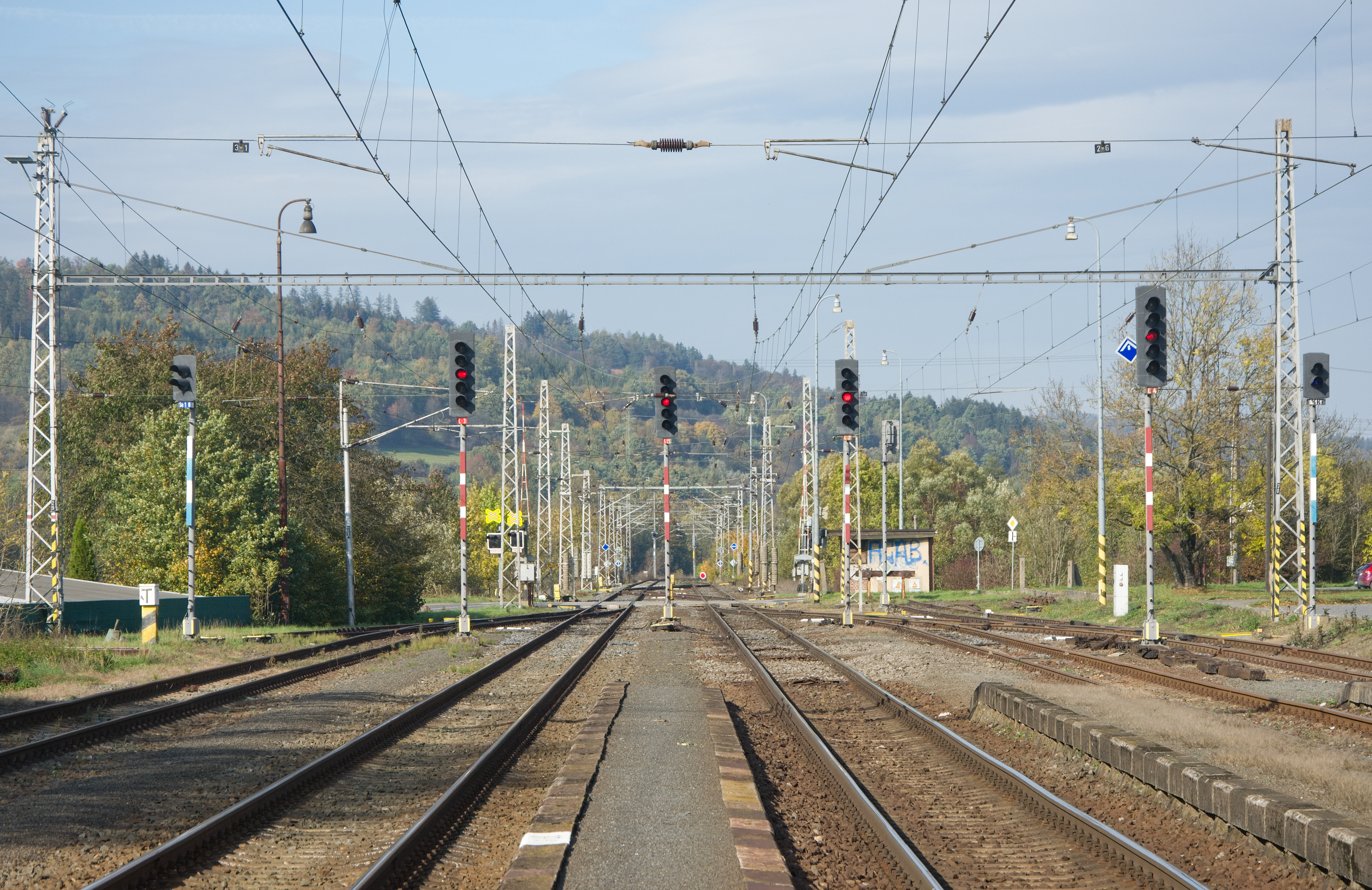
Pohled na odjezdová návěstidla ve směru na Valašské Meziříčí

Stanice je kryta z návazných traťových úseků vjezdovými návěstidly 1L a 2L (od Vsetína) v km 38,430, z opačného směru pak 1S a 2S v km 36,830. Odjezdová návěstidla jsou u všech dopravních kolejí. Všechna návěstidla jsou světelná.
Ve stanici jsou čtyři dopravní koleje o užitečných délkách 493 až 556 m, při pohledu od budovy je nejdříve kolej č. 4, následují koleje č. 2, 1 a 3. Přímo u budovy je manipulační kolej č. 6. Na valašskomeziříčském zhlaví odbočuje z koleje č. 3 vlečka Uhelné sklady Jablůnka. Ve stanici je celkem 16 výhybek a 3 výkolejky, všechny výhybky i výkolejky jsou vybaveny elektromotorickým přestavníkem a je možné je ovládat ústředně, některé rovněž z pomocného stavědla.
Ve stanici jsou tři úrovňová jednostranná sypaná nástupiště s pevnou nástupní hranou ve výšce 200 mm nad temenem kolejnice. Nacházejí se u kolejí č. 4 (délka nástupiště 130 m), č. 2 (248 m) a č. 1 (248 m). Přístup na nástupiště je umožněn pomocí úrovňových přechodů, není bezbariérový.
Na valašskomeziříčském zhlaví se v km 37,803 nachází přejezd P8058, kde trať kříží silnice I/57. Přejezd je zabezpečen světelným přejezdovým zabezpečovacím zařízením se závorami. Přejezd by měl být odstraněn v rámci výstavby přeložky silnice I/57 v úseku Bystřička–Jablůnka, která má být realizována v letech 2023-2025.